# Nicotext
Nicotext är ett Stockholmbaserat bokförlag som främst ger ut humorböcker.
Nicotext grundades år 2003 och ger ut lättsamma livsstilsböcker och spel för unga. Den första boken, Nicos filmreplikbok, såldes i 35 000 exemplar vilket möjliggjorde för förlaget att växa och två år efter grundandet gav förlaget under ett år ut elva titlar i Sverige och åtta genom sin filial i USA.
Bakom förlaget står Fredrik Colting och Carl-Johan Gadd. Under pseudonymen John David California gav Colting 2009 ut en uppföljare till J.D. Salingers Catcher in the Rye med titeln 60 Years Later: Coming Through The Rye och blev därefter stämd av Salinger.